# هانوا
هانوا جروب (الكورية: 한화 그룹 ؛ RR: Hanhwa Geurup) هي تكتل تجاري كبير (chaebol) في كوريا الجنوبية. تأسست في عام 1952 باسم شركة كوريا للمتفجرات (الكورية: 한국 화약 주식회사 ؛ هانجا: 韓國 火藥 株式會社) ، نمت المجموعة لتصبح تكتلًا تجاريًا كبيرًا متعدد الجوانب ، مع ممتلكات متنوعة تمتد من المتفجرات ، أعمالهم الأصلية ، إلى تجارة التجزئة إلى الخدمات المالية. في عام 1992 اتخذت الشركة اختصارها باسمها الجديد «هانوا».